# Pituffik Space Base

Thule flygbas läge på Grönland.

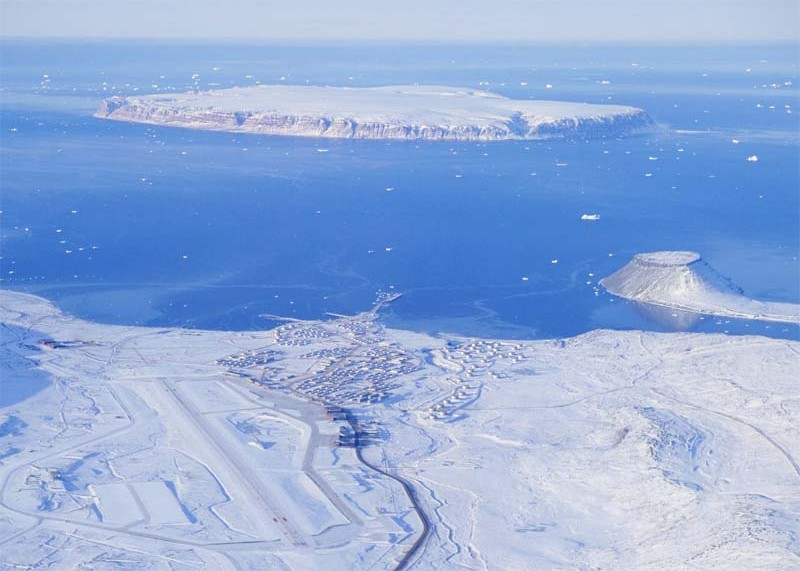
Thule flygbas sedd från luften.

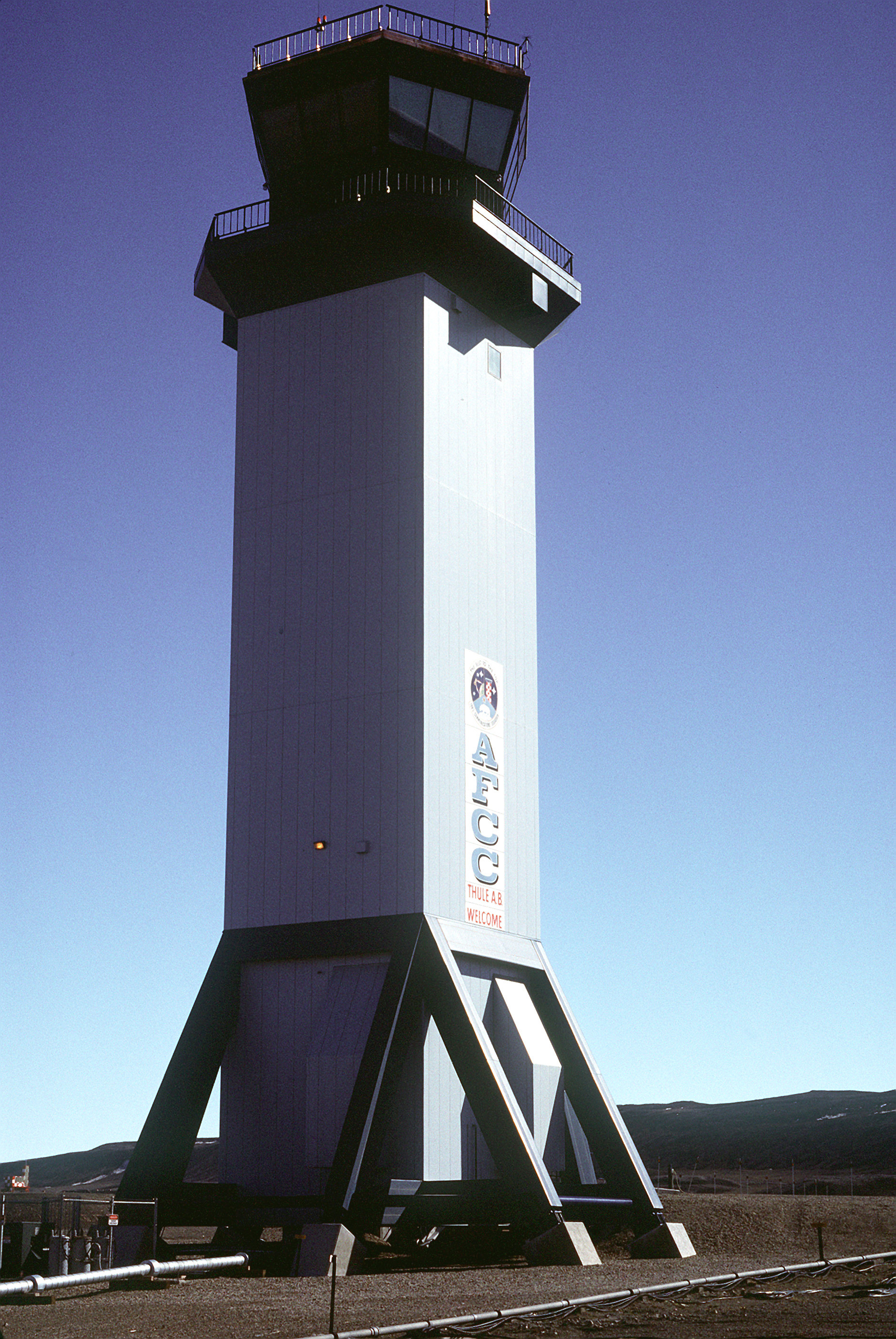
Basens kontrolltorn.

Pituffik Space Base, före 6 april 2023 benämnd Thule Air Base, (IATA: THU, ICAO: BGTL) är en amerikansk flygbas. Den utgör en kommunfri enklav inom kommunen Avannaata på Grönlands nordvästkust, vid Baffinbukten, inte så långt från Ellesmere Island. Thule ligger 1 118 kilometer norr om norra polcirkeln.

## Historik
USA inledde relationer med Grönland redan 1941 och militäranläggningen började byggas efter andra världskriget. 1951 hade man utvecklat infrastrukturen tillräckligt för att stationera flygplan på denna, under kalla kriget, strategiska plats. 1953 tvingades inuitbefolkningen i byarna Pituffik och Dundas att inom ett par dagar flytta norrut till Qaanaaq för att lämna plats åt militärbasen.
År 1954 byggde man den 378 meter höga radiomasten Globecom Tower som då var världens tredje högsta byggnad. Den togs ur bruk och revs 1992.
Från 1956 till 1957 flögs från Thule ett antal rekognosceringsturer för att inspektera sovjetiska försvarsanläggningar. Under det tidiga 1960-talet vistades som mest tiotusen personer på basen, men 1965 började delar av verksamheten avvecklas och 1968 var personalstyrkan 3 370. I januari 2005 var den nere i 235 personer.

### Olyckan 1968
Den 21 januari 1968 havererade en Boeing B-52 strax väster om Thule. Planet slog ned i isen, varvid en person omkom och de övriga räddade sig i fallskärm. Flygplanet var utrustat med fyra vätebomber varav endast tre återfanns. Vid nedslaget exploderade bomberna utan att kärnladdningarna utlöstes.
Radioaktivt material spreds i området både genom gaser och genom att tusentals delar från planet spreds vid explosionerna. Hundratals danskar och amerikaner arbetade under farliga förhållanden med att städa upp efteråt, och både danska och amerikanska myndigheter försökte förneka att radioaktivt avfall var inblandat.
1987 försökte nära 200 danskar förgäves stämma USA.

## Verksamhet
Thulebasen regleras i bilaterala avtal mellan Danmark och USA. Det är den nordligaste anläggningen i hela USA:s försvarsdepartement och drivs av USA:s rymdstyrka genom dess Space Operations Command och där finns bland annat missilvarningssystem för att spåra interkontinentala ballistiska robotar för bland annat North American Aerospace Defense Command (NORAD) och United States Northern Command.
Basen har en 3 040 meter lång landningsbana, Grönlands längsta. Flygförbindelser finns med USA för den amerikanska militären och sköts av Air Transport International (ATI) som flyger med Boeing 757:or till Thule från Baltimore-Washington International Airport via McGuire Air Force Base i New Jersey. Air Greenland har vissa lokala flygningar, och kör ibland charter till Köpenhamn på militärbasens beställning. Förnödenheter och varor som behövs flygs vanligen in. Dock fraktas tyngre varor och mer hållbara varor, såsom byggmaterial, fordon och olja via fartyg, vilket endast görs på sommaren.